# Buta flygplats
Buta flygplats är en flygplats vid staden Buta i Kongo-Kinshasa. Den ligger i provinsen Bas-Uele, i den norra delen av landet, 1 300 km nordost om huvudstaden Kinshasa. Buta flygplats ligger 420 meter över havet. IATA-koden är BZU och ICAO-koden FZKJ. Buta flygplats hade 84 starter och landningar, samtliga inrikes, med totalt 299 passagerare, 20 ton inkommande frakt och 3 ton utgående frakt 2015.